# Mufló de Sibèria
El mufló de Sibèria (Ovis nivicola) és una espècie d'oví que prové de les àrees muntanyoses del nord-est de Sibèria. Una de les subespècies, el mufló de Putorana (Ovis nivicola borealis), viu aïllada de les altres, a les muntanyes Putorana. El mufló de Sibèria està relacionat amb el mufló de les muntanyes Rocoses i el mufló de Dall, de Nord-amèrica i alguns zoòlegs pensen que n'és una subespècie.

## Subespècies
- Mufló de Kolima, (Ovis nivicola ssp)
- Mufló de Koriak, (Ovis nivicola koriakorum)
- Mufló d'Okhotsk, (Ovis nivicola alleni)
- Mufló de Yacútia, (Ovis nivicola lydekkeri)
- Mufló de Kamchatka, (Ovis nivicola nivicola)
- Mufló de Putorana, (Ovis nivicola borealis)
- Mufló de Txukotka, (Ovis nivicola ssp)